# Michael K. Young
Michael Kent Young, né le 4 novembre 1949 à Sacramento, est un avocat et administrateur universitaire américain. Il a été président de l'Université A&M du Texas de 2015 à 2020, président de l'Université George-Washington de 2011 à 2015, président de l'Université de l'Utah de 2004 à 2011 et doyen de la faculté de droit de l'Université George-Washington de 1998 à 2004.

## Biographie

### Jeunesse et éducation
Michael K. Young nait et grandit à Sacramento, en Californie. Il obtient un Bachelor of Arts (licence de lettres) avec spécialisation en sciences politiques et en japonais de l'Université Brigham-Young (BYU) en 1973 et un Juris Doctor (doctorat en droit) de la Faculté de droit de Harvard en 1976,.

### Carrière
Après ses études de droit, des stages juridiques et des postes dans deux cabinets d'avocats, Michael K. Young rejoint le Département d'État des États-Unis où il occupe les fonctions de conseiller juridique adjoint, de sous-secrétaire adjoint aux affaires économiques et agricoles et d'ambassadeur pour le commerce et les affaires environnementales au sein de l'administration Bush. Parmi de nombreux autres accords internationaux, il travaille sur des traités liés à la réunification allemande, ainsi que sur l'Accord de libre-échange nord-américain (ALENA) et les négociations du Cycle d'Uruguay menant à l'Organisation mondiale du commerce et au Sommet de la Terre.
Michael K. Young devient ensuite professeur et administrateur à l'Université Columbia de 1994 à 1998, puis à l'Université George-Washington de 1998 à 2004. Ses postes universitaires pendant cette période comprennent celui de professeur Fuyo de droit japonais et d'institutions juridiques et de directeur du Centre d'études juridiques japonaises à Columbia, et celui de doyen et professeur Lobingier de droit comparé et de jurisprudence à la faculté de droit de l'Université George Washington.
Il est président de l'Université de l'Utah d'août 2004 à mai 2011. De 2011 à 2015, il est ensuite président de l'Université de Washington. Il devient enfin président de l'Université A&M du Texas en mai 2015.
Michael K. Young siège également de 1998 à 2005 à la Commission des États-Unis sur la liberté religieuse internationale (USCIRF), une agence indépendante et bipartite. Cette Commission a été créée « pour surveiller le statut de la liberté de pensée, de conscience et de religion ou de croyance à l'étranger et pour donner des recommandations de politiques au président, au Secrétaire d’État et au Congrès ». Young est deux fois président de la Commission, en 2001-2002 et 2003-2004,,.
Il est membre du Council on Foreign Relations et membre de l' American Bar Foundation (Fondation du barreau américain).
Il annonce son intention de se retirer de la présidence de l'Université A&M du Texas le 2 septembre 2020, avec effet en mai 2021. En novembre, il annonce finalement que sa démission prendra effet plus tôt, le 31 décembre 2020. Il fait part de son désir de rejoindre rapidement la Bush School of Government and Public Service. Il y devient le premier directeur de l’Institute for Religious Liberties and International Affairs, où il utilise son expertise, cultivée aussi bien au service de l’administration Bush que, pendant huit ans, à la Commission des États-Unis sur la liberté religieuse internationale.

### Vie personnelle
Michael K. Young est président de l'Église de Jésus-Christ des saints des derniers jours de New York de 1985 à 1989.
Il épouse en 1972 Suzan Stewart, une ancienne élève de BYU, qu'il a rencontrée pendant sa première année alors qu'il sortait avec sa colocataire. Ils sont les parents de trois enfants. Ils divorcent en 2010.
Le 3 juin 2011, il épouse Marti Denkers.